# Tweede Kamerverkiezingen in het kiesdistrict Utrecht I
Tweede Kamerverkiezingen in het kiesdistrict Utrecht I geeft een overzicht van verkiezingen voor de Nederlandse Tweede Kamer in het kiesdistrict Utrecht I in de periode 1897-1918.
In 1897 werd het meervoudige kiesdistrict Utrecht gesplitst in twee enkelvoudige kiesdistricten, Utrecht I en Utrecht II. Tot het kiesdistrict Utrecht I behoorde een gedeelte van de gemeente Utrecht.
Het kiesdistrict Utrecht I vaardigde in dit tijdvak per zittingsperiode één lid af naar de Tweede Kamer. 
Legenda
- cursief: in de eerste verkiezingsronde geëindigd op de eerste of tweede plaats, en geplaatst voor de tweede ronde;
- vet: gekozen als lid van de Tweede Kamer.

## 15 juni 1897
De verkiezingen werden gehouden na ontbinding van de Tweede Kamer.
|                      | 15 juni | 25 juni |
| -------------------- | ------- | ------- |
| Kiesgerechtigden     | 5.535   | 5.535   |
| Opkomst              | 4.686   | 4.925   |
| Geldige stemmen      | 4.613   | 4.885   |
| Blanco stemmen       | 73      | 40      |
| Kandidaten           |         |         |
| A.P.C. van Karnebeek | 1.100   | 2.865   |
| N. de Ridder         | 1.784   | 2.020   |
| H.A. van Beuningen   | 990     |         |
| P.J. Troelstra       | 442     |         |
| A. Kerdijk           | 297     |         |

## 14 juni 1901
De verkiezingen werden gehouden na ontbinding van de Tweede Kamer.
|                      | 14 juni | 27 juni |
| -------------------- | ------- | ------- |
| Kiesgerechtigden     | 6.426   | 6.426   |
| Opkomst              | 5.121   | 4.839   |
| Geldige stemmen      | 4.993   | 4.798   |
| Blanco stemmen       | 128     | 41      |
| Kandidaten           |         |         |
| A.P.C. van Karnebeek | 1.852   | 2.710   |
| A.W.F. Idenburg      | 1.534   | 2.088   |
| P.J. Troelstra       | 935     |         |
| E.A. Smidt           | 672     |         |

## 16 juni 1905
De verkiezingen werden gehouden na ontbinding van de Tweede Kamer.
|                      | 16 juni | 28 juni |
| -------------------- | ------- | ------- |
| Kiesgerechtigden     | 8.000   | 8.000   |
| Opkomst              | 7.004   | 7.178   |
| Geldige stemmen      | 6.930   | 7.138   |
| Blanco stemmen       | 74      | 40      |
| Kandidaten           |         |         |
| A.P.C. van Karnebeek | 2.585   | 4.137   |
| G.C. von Weiler      | 2.729   | 3.001   |
| M. Mendels           | 1.168   |         |
| H.L. Drucker         | 448     |         |

## 11 juni 1909
De verkiezingen werden gehouden na ontbinding van de Tweede Kamer.
|                       | 11 juni | 23 juni |
| --------------------- | ------- | ------- |
| Kiesgerechtigden      | 8.578   | 8.578   |
| Opkomst               | 7.201   | 7.456   |
| Geldige stemmen       | 7.083   | 7.342   |
| Blanco stemmen        | 118     | 114     |
| Kandidaten            |         |         |
| A.P.C. van Karnebeek  | 2.392   | 3.778   |
| H.J.H. van Boetzelaer | 3.341   | 3.564   |
| P.J. Troelstra        | 961     |         |
| F.A. van Engen        | 389     |         |

## 17 juni 1913
De verkiezingen werden gehouden na ontbinding van de Tweede Kamer.
|                    | 17 juni | 25 juni |
| ------------------ | ------- | ------- |
| Kiesgerechtigden   | 9.767   | 9.767   |
| Opkomst            | 8.921   | 8.936   |
| Geldige stemmen    | 8.805   | 8.883   |
| Blanco stemmen     | 116     | 53      |
| Kandidaten         |         |         |
| J.H.W.Q. ter Spill | 3.569   | 5.138   |
| W.C. van Roëll     | 3.688   | 3.745   |
| A. van der Heide   | 1.548   |         |

## 15 juni 1917
De verkiezingen werden gehouden na ontbinding van de Tweede Kamer.
|                    | 15 juni |
| ------------------ | ------- |
| Kiesgerechtigden   | 11.049  |
| Opkomst            | 3.834   |
| Geldige stemmen    | 3.618   |
| Blanco stemmen     | 216     |
| Kandidaten         |         |
| J.H.W.Q. ter Spill | 2.434   |
| A.R. de Jong       | 627     |
| H.C. Muller        | 557     |

## Opheffing
De verkiezing van 1917 was de laatste verkiezing voor het kiesdistrict Utrecht I. In 1918 werd voor verkiezingen voor de Tweede Kamer overgegaan op een systeem van evenredige vertegenwoordiging met kandidatenlijsten van politieke partijen.